# Sebastián Javier Rodríguez
Sebastián Javier Rodríguez Iriarte (Canelones, 16 agosto 1992) è un calciatore uruguaiano, centrocampista del Montevideo City Torque.

## Carriera
Ha giocato nella prima divisione dei campionati uruguaiano, messicano, ecuadoriano e peruviano.